# Stay the Night (Chicago)
Stay the Night is een nummer van de Amerikaanse rockband Chicago uit 1984. Het is de eerste single van hun veertiende studioalbum Chicago 17.
"Stay the Night" is een net wat steviger nummer dan andere Chicago-nummers uit die tijd, die vooral ballads waren. Ook het onderwerp van het nummer is anders, want zanger Peter Cetera vraagt de dame in kwestie om een nachtje 'casual sex'. Het nummer haalde in de Amerikaanse Billboard Hot 100 de 16e positie. In de Nederlandse Top 40 werd een bescheiden 27e positie behaald.